# Mai Siêu Phong
Mai Siêu Phong (梅超風) hay Mai Nhược Hoa (梅若华), là một nhân vật hư cấu trong Anh hùng xạ điêu, nổi tiếng với công phu "Cửu âm bạch cốt trảo" luyện từ Cửu âm chân kinh.

## Thuở nhỏ
Từ nhỏ cha mẹ mất sớm, Mai Nhược Hoa sống lưu lạc không nơi nương tựa, tình cờ gặp Hoàng Dược Sư và được ông thương tình đem về cưu mang ở đảo Đào Hoa, đổi tên thành Mai Siêu Phong và nhận làm đệ tử thứ ba (sau đại đệ tử Khúc Linh Phong và nhị đệ tử Trần Huyền Phong). Trên đảo, Mai Siêu Phong và Trần Huyền Phong nảy sinh tình cảm với nhau nhưng sợ sư phụ không chấp thuận, nên hai người lén kết làm vợ chồng và lấy trộm quyển hạ của Cửu âm chân kinh rồi bỏ trốn khỏi đảo Đào Hoa khi vợ của Hoàng Dược Sư có thai. Chính vì việc này mà Hoàng Dược Sư đã rất tức giận và đánh gãy chân của tất cả bốn đệ tử còn lại (Khúc Linh Phong, Lục Thừa Phong, Vũ Thiên Phong, và Phùng Mặc Phong) rồi đuổi họ ra khỏi đảo Đào Hoa. Để viết lại cuốn sách, vợ của Hoàng Dược Sư đã rất lao lực và qua đời khi sinh ra Hoàng Dung.

## Bỏ trốn khỏi Đào Hoa đảo
Mai Siêu Phong và Trần Huyền Phong chỉ lấy trộm được quyển hạ (nửa dưới) của bộ Cửu âm chân kinh, trong đó có ghi chép cách thức tập luyện ngoại môn, mà không có được quyển thượng (nửa trên) ghi lại cách luyện tập nội công, nên cả hai không thể hiểu được cách thức luyện tập. Do vậy, cả hai đành luyện bừa võ công ghi trong quyển hạ, dùng các phương pháp khác thường nhằm nâng cao nội công (uống thạch tín). Do luyện bừa mà thành 2 công phu biến tướng là "Cửu âm bạch cốt trảo" và "Tồi tâm chưởng" trong Cửu âm chân kinh, giết người tàn nhẫn nên giang hồ đã đặt cho 2 người ngoại hiệu là Hắc Phong song sát (Trần Huyền Phong là "đồng thi", Mai Siêu Phong là "thiết thi") nham hiểm độc ác. Cũng vì đó mà mọi người lầm tưởng Cửu âm chân kinh là võ công cực kỳ âm độc.
Hắc Phong song sát trên đường hành tẩu giang hồ đã xảy ra xung đột với hai anh em Phi thiên thần long Kha Tịch Tà và Phi thiên biển bức Kha Trấn Ác, kết quả là Kha Tịch Tà bị giết còn Kha Trấn Ác bị mù đôi mắt. Do đó oán thù ngày càng sâu. Sau này, Kha Trấn Ác trở thành lão đại của Giang Nam thất quái.
Trong một lần đụng độ với Giang Nam thất quái tại sa mạc Mông Cổ, Hắc Phong song sát chỉ có hai người nhưng lấn lướt nhóm bảy người của Giang Nam thất quái. Trần Huyền Phong dùng Cửu âm bạch cốt trảo đánh chết Trương A Sinh của Giang Nam thất quái, nhưng bất ngờ bị Quách Tĩnh đâm trúng yếu huyệt ở rốn mà chết. Mai Siêu Phong lơ là phòng thủ khi biết chồng bị trọng thương nên cũng bị trúng tiêu độc của Kha Trấn Ác mà mù cả hai mắt. Mai Siêu Phong chạy thoát khỏi cuộc đấu.

## Sau cái chết của Trần Huyền Phong
Mai Siêu Phong bị mù cả hai mắt nên đi lang thang và vô tình gặp Dương Khang khi đó là vương tử Hoàn Nhan Khang của Đại Kim, và được Dương Khang đưa về giấu trong vương phủ. Để trả ơn, Mai Siêu Phong đã truyền thụ Cửu âm bạch cốt trảo cho Dương Khang. Cũng trong thời gian này, Mai Siêu Phong học thêm Bạch mãng tiên pháp trong Cửu âm chân kinh và sử dụng một chiếc roi bạc để tự bảo vệ mình.
Sau khi Dương Khang biết chuyện mình không phải con đẻ của Hoàn Nhan Hồng Liệt và rời khỏi vương phủ của Hoàn Nhan Hồng Liệt, Mai Siêu Phong cũng bỏ đi và trở về Đại Tống.

## Cái chết
Tuy đã bỏ trốn khỏi sư môn, nhưng Mai Siêu Phong vẫn rất kính yêu sư phụ Hoàng Dược Sư. Trong lần đầu tiên gặp lại sư phụ tại Quy Vân trang ở Ngũ Hồ, Mai Siêu Phong đã xin Hoàng Dược Sư tha tội bỏ trốn khỏi sư môn. Hoàng Dược Sư yêu cầu Mai Siêu Phong phải hoàn thành ba việc trước khi quay lại Đào Hoa đảo để Hoàng Dược Sư cân nhắc, trong đó có việc phải tự hủy bỏ võ công đã lén học trong Cửu âm chân kinh.
Trong lần thứ hai gặp lại sư phụ tại quán rượu bỏ hoang ở Ngưu Gia thôn, Mai Siêu Phong đã đỡ đòn đánh lén của Âu Dương Phong cho sư phụ nên bị trọng thương rồi chết. Trước khi chết, Mai Siêu Phong di nguyện được chôn cất ở đảo Đào Hoa, nhưng chỉ được Hoàng Dược Sư tha tội phản bội. Dựa trên môn quy, "người của Đảo Đào Hoa chết ở đâu thì phải chôn ở đó" nên cuối cùng Mai Siêu Phong được chôn cất ở Ngưu Gia thôn.

## Trong phim
- Huỳnh Văn Tuệ (1983)
- Mạch Thúy Nhàn (1994)
- Dương Lệ Bình (2003)
- Khổng Duy (2008)
- Mễ Lộ (2017)
- Dương Dung (2014)
- Mạnh Tử Nghĩa (2024)